# 個人網際網路通訊器

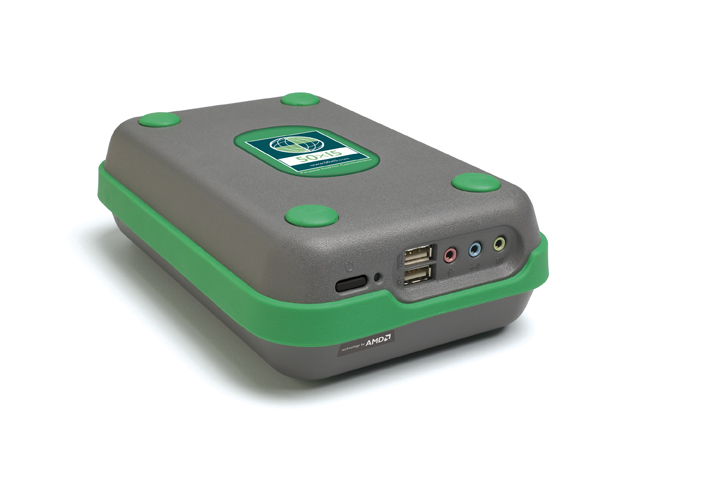
50x15 Personal Internet Communicator (PIC)

個人網際網路通訊器（英語：PIC, Personal Internet Communicator），是美國超微公司（AMD）於2004年10月提出「50x15計畫」時，呼應此計畫所推出的個人上網機。PIC強調簡單、低廉，並以開發中國家為主要的目標市場，如金磚四國的巴西、俄羅斯、印度、中國等以及墨西哥，之後也將加勒比海一帶的中美洲各國包括在內。

## 硬體組件
為了更合乎開發中國家的需求及市場環境，PIC的設計必須盡可能精簡，因此其機內的主要三項硬體組件為：
1. 超微公司的Geode GX處理器（366MHz運作時脈頻率）
2. 三星電子（Samsung）的DDR SDRAM記憶體（128MB容量空間）
3. 希捷公司（Seagate）的3.5吋硬碟（10GB容量空間）

其中超微的Geode GX處理器相當省電，典型功耗僅1瓦特，且運作上不需要倚賴散熱風扇，進而使PIC全機可以不使用風扇，無風扇電腦（fanless PC）一直是許多人的期望，特別是過去經常有消費者抱怨電腦風扇的吵雜聲影響使用心情。
除此之外，PIC的週邊硬體規格還包括：
- 1個視訊輸出埠（VGA介面，最高支援1600x1200解析度，以及85Hz垂直更新率）
- 1個耳機音源輸出孔（AC97介面，Stereo雙聲道）
- 1個麥克風音源輸入孔（AC97介面）
- 1個傳統類比撥接數據機（ITU v.92標準，傳輸率為56kbps）
- 4個USB外接埠（USB 1.1版標準，傳輸率為12Mbps）

值得注意的是，PIC的USB埠並不像一般PC的USB埠能連接各種週邊裝置，而是有限定的使用，此也是簡化概念下所考量的一部份。依據PIC最初的設定，僅允許PIC的USB埠連接印表機、USB介面的外接式硬碟、USB隨身碟以及USB介面的網路卡（多是指：無線區域網路的網路卡），若接入上述之外的裝置則不會有動作反應，而上述支援的USB週邊裝置，其對應的裝置驅動程式也早在PIC出廠前就已預先安裝，不再需要消費者自行假手，如此的設計是期望達到更完全的隨插即用（Plug and Play）。

## 軟體組件
PIC的軟體主要有微軟公司的Windows CE嵌入式作業系統以及Internet Explorer 6.0網頁瀏覽器，除此之外的相關預裝軟體有：
- 電子信件收發程式
- Macromedia公司的Flash播放程式
- 微軟公司的視窗媒體播放程式（Windows Media Player）
- 微軟公司的PowerPoint電子簡報閱讀程式
- PDF檔案的閱讀程式
- 微軟公司的即時通訊軟體：視窗傳訊家（Windows Messenger）
- 微軟公司的視窗平面遊戲套包（Windows 2D Game Pack）
- 人類軟體公司（HumanSoftware （页面存档备份，存于））的SoftMaker文書處理軟體與試算表軟體，能相容微軟公司的Word、Excel檔案格式。
- 圖片影像的閱讀程式，支援.jpg、.bmp、.png及.gif等圖片影像的檔案格式
- 壓縮與解壓縮的公用程式（Zip/Unzip）

## 關於價格
在價格上，以上述的PIC軟硬體組合，再加上滑鼠與當地語系的鍵盤等，如此約為185美元，若還有映像管顯示器的需求則總花費約為249美元。不過價格方面並非是硬性規定，仍可由各地推行業者再行增減調整。

## 營運模式
超微公司對PIC的推行策略是與各國當地的網際網路服務提供商（ISP）合作，將超微的PIC硬體產品搭配在地的上網服務一起推廣，而且也允許PIC硬體以該地業者的品牌來銷售。

## 推行成效
超微的推廣方式已在世界各地有諸多成效，如墨西哥的Telmex公司將PIC硬體改名成自屬的Telmex Prodigy後，再搭配Telmex公司的上網服務一同銷售，此外南非的Ucoms公司也將PIC改稱為Ucoms i-khuluma，以此方式與該公司的上網服務一同推廣，其他還有印度的塔塔集团（Tata Group）、墨西哥的CRC公司、加勒比海地區的大東電報局公司、Doğan Online (DOL)公司、FIC公司、美國Radio Shack公司等也都比照此種模式來推廣，如今PIC已成功打入印度的五個城市。
值得注意的是，除了上網之外，各地營運業者在更具體的推行上也各有不同取向、不同訴求，例如CRC公司還搭配教學教育軟體一同推行，以教學運用電腦為號召，而Cable & Wireless公司則是作為災變發生時的應急型電腦，可作為救助聯絡之用。

## 新機預覽
2006年的台北國際電腦展覽會（COMPUTEX）中，超微公司展示了新一代的PIC設計，處理器部分依然是使用Geode GX系列，但記憶體部分增加了一倍的容量，達256MB，硬碟方面使用更嬌小的2.5吋硬碟，且容量增加了三倍，達40GB，此外過去需額外選用擴充的無線區域網路功能，也在新機種上成為基本功能，新的PIC機具有IEEE 802.11g的WiFi無線通訊能力。更重要的是，單機的價格依舊維持在180美元左右。

## 附註
1. ^  - 50x15計畫簡單而言是：2004年10月時全球僅有約10%的人口可以接觸網際網路，50x15計畫期望透過更低廉便利的推廣方式讓世界上更多人可以上網，目標是期望到2015年時全球能有50%的人口都能上網。
2. ^  – 除了各硬體組件外，PIC整機的製造與組裝並非由超微公司親自執行，而是交由電子製造代工業者：索萊克特龍（英语：Solectron）公司負責。

## 相關參見
- 百元電腦 – 由麻省理工學院（Massachusetts Institute of Technology）媒體實驗室（Media Lab）所提出，針對開發中國家的學童所設計。
- 学生电脑（Eduwise） – 英特爾公司（Intel）回應百元電腦的相似概念產品。
- 龍夢 – 是中國科學院的一項計畫，目標是開發出僅100歐元的低價電腦。
- - 一個開放硬體設計架構、開放軟體原始程式碼的專案，目標是開發出一台超輕量性的平板電腦。

## 外部連結
- YellowSheepRiver Municator Inc. – （英文/簡體中文）黃羊河的低價電腦：Municator
- Rural laptop to cost $187, with Linux （页面存档备份，存于） - （英文）報導中國的龍夢電腦，針對鄉村地區推行，價格僅約187美元。
- 金磚新興市場IT產品設計與購買分析－數位鴻溝、數位落差大商機：BRIC PC - （正體中文）